# Čeburaška (film)
Čeburaška (in russo Чебурашка?) è un film d'animazione sovietico del 1971 diretto da Roman Kačanov, realizzato con la tecnica del passo uno presso lo studio Sojuzmul'tfil'm. Si tratta del secondo episodio dedicato all'omonimo personaggio, e contiene in esso un brano divenuto molto popolare come canzone di compleanno (Pust' begut neukljuže).

## Trama
È il compleanno di Gena. Un furgoncino si avvicina al coccodrillo che suona la sua fisarmonica. Il fattorino consegna a Gena una scatola, dalla quale esce Čeburaška che gli fa gli auguri e gli dà un regalo. I due, poco dopo, provano a costruire un parco giochi per bambini. Nella costruzione verranno aiutati da un gruppo di pionieri, dopo aver raccolto rottami di metallo, che riutilizzeranno per costruire i giochi per bambini.

## Episodi della serie
- Il coccodrillo Gena (1969)
- Čeburaška (1971)
- Šapokljak (1974)
- Čeburaška va a scuola (1983)